# Perryena leucometopon
Perryena leucometopon es una especie de pez marino, la única del género Perryena que a su vez es el único encuadrado en la familia monoespecífica Perryenidae, del orden Scorpaeniformes.
Antes encuadrado en la familia Congiopodidae como Congiopus leucometopon, se ha creado una nueva familia para esta especie.

## Morfología
La longitud máxima descrita fue de una captura de 16 cm.

## Hábitat y modo de vida
Se distribuye por la costa suroeste del océano Pacífico. Habita las aguas templadas en el bentos de la plataforma continental, asociado a arrecifes.